# Арга-Юрях
Арга́-Юря́х — річка в Росії, в Якутії, ліва складова Россохи (басейн Алазєї). Довжина 312 км, площа басейну 5 600 км². Утворюється при злитті річок Зея і Таба-Бастаах, що стікають з схилів хребта Улахан-Сіс. Тече по Колимській низовині. Живлення снігове і дощове. Русло звивисте.
В басейні річки понад 1 000 озер загальною площею 853 км².